# Marcus Marius
Marcus Marius (Kr. e. 1. század) római író
Cicero barátja és annak Pompeji birtokán szomszédja volt. Ciceróval levelezésben állt, e levelek egy része fennmaradt. Cicero művelt, szellemes férfiúnak írja le.